# Arrancourt
Arrancourt è un comune francese di 130 abitanti situato nel dipartimento dell'Essonne nella regione dell'Île-de-France.

## Società

### Evoluzione demografica
Abitanti censiti